# Привес Михайло Григорович
При́вес Михайло Григорович (рос. При́вес Михаи́л Григо́рьевич; 7 листопада 1904—2000) — радянський і російський анатом, дослідник впливу трудової діяльності на будову опорно-рухового апарату та судинної системи, адаптації судинної системи до умов космічних польотів, також відомий використанням рентгенографії у вивченні лімфат нормальної анатомії.
М. Г. Приріст є автором п'яти монографій і шести винаходів. У 1958 році із співавторами П. К. Лисенковим та В. М. Бушковичем опублікував підручник анатомії людини, який протягом десятиліть витримав за редакцією М. Г. Привеса понад десять перевидань російською та іноземними мовами. Численні учні М. Г. Привеса (понад 100 кандидатів та докторів наук) віддали належне його пам'яті, забезпечивши посмертне видання його підручника «Анатомія людини».

## Біографія
Народився у містечку Казанка (Єлисаветградський повіт Херсонської губернії), в сім'ї провізора Герша (Гірша) Михелевича Привеса, у якого в містечку була власна аптека. У 1911 році сім'я перебралася до Козліва (Тамбовської губернії), де батько відкрив нову аптеку, що розташовувалась у будинку Порецьких на Монастирській вулиці. У 1920 разом із сестрою Людмилою вступив на медичний факультет Воронезького університету.
Після закінчення в 1926 році медичного факультету Воронезького університету був залишений клінічним ординатором факультетської хірургічної клініки університету, а в 1930 був зарахований аспірантом Державного рентгенологічного та радіологічного інституту в Ленінграді в лабораторію нормальної і порівняльної анатомії. Цю лабораторію М. Г. Привес очолював у 1937—1953 роках, а також у 1937—1977 роках був завідувачем кафедри нормальної анатомії Першого Ленінградського медичного інституту ім. акад. І. П. Павлова. У період 1977—2000 років працював на посаді професора-консультанта кафедри нормальної анатомії СПбДМУ.
Під час евакуації інституту до Красноярська (1942—1944) був одним з організаторів і першим директором Красноярського медичного інституту.
М. Г. Привес протягом багатьох років був заступником голови Правління Всесоюзного товариства анатомів, гістологів та ембріологів, заступником головного редактора журналу «Архів анатомії, гістології та ембріології», в останні роки був Почесним членом Всесоюзного та Всеросійського наукових товариств анатомів, гістолог, багато років очолював Ленінградське наукове товариство анатомів, гістологів та ембріологів, а потім до останніх днів життя був Почесним його головою.
Помер 2000 року. Похований на Смоленському православному цвинтарі.